# Laviron
Laviron – miejscowość i gmina we Francji, w regionie Burgundia-Franche-Comté, w departamencie Doubs.
Według danych na rok 1990 gminę zamieszkiwało 347 osób, a gęstość zaludnienia wynosiła 17 osób/km² (wśród 1786 gmin Franche-Comté Laviron plasuje się na 417. miejscu pod względem liczby ludności, natomiast pod względem powierzchni na miejscu 110.).